# 52e régiment d'aviation de bombardement lourd de la Garde
Pour les articles homonymes, voir 52e régiment.
Le 52e régiment d'aviation de bombardement lourd de la Garde (en russe : 52-й гвардейский тяжёлый бомбардировочный авиационный полк) est un régiment aérien de l'armée de l'air russe, branche des forces aérospatiales (no   d'unité 33310).
Unité subordonnée à la 22e division d'aviation de bombardement lourd de la Garde, le 52e régiment est basé à Chaïkovka, dans l'oblast de Kalouga,.

## Historique
Le régiment est créé en 1944 par un arrêté du Comité d'État à la Défense, par la fusion du 251e régiment d'aviation de bombardement lourd et de la 902e division de bombardement lourd de la 10e armée aérienne du front d'Extrême-Orient.
Le 23 février 1945, l'unité reçoit l'ordre du Drapeau rouge.
Le 51e régiment rejoint le 79e corps d'aviation de bombardement lourd de la Garde du corps de Smolensk (Machoulishchi, dans l'oblast de Minsk) en 1951.
En 1989, le régiment est transféré à Riazan et rejoint en 1994 la 325e division d'aviation de bombardement lourd (ru).
En mai 1998, l'unité est transférée à la 22e division d'aviation de bombardement lourd de la Garde.
En 2000, le régiment effectue des lancements de X-15.
Le 15 septembre 2017 : un avion Tu-22M3 du 52e régiment rate son décollage sur la base de Chaïkovka et est fortement endommagé en sortant de la piste. L'équipage est indemne.
En 2022, l'unité se compose de 3 Tu-22M3 « Hephaestus » modifiés et 15 Tu-22M3 (selon d'autres sources, 1 445 soldats opèrent dans le régiment pour 27 Tu-22M3 — de diverses modifications),.

### Guerre russo-ukrainienne
Le régiment participe à l'invasion russe de l'Ukraine depuis février 2022, dans le contexte plus large de la guerre russo-ukrainienne. Le commandant actuel est le colonel Oleg Evguenievitch Timochine.
Le 27 juin 2022, une attaque de missiles vise le centre commercial Amstor à Krementchouk, en Ukraine. Dmytro Lounine, gouverneur de l'oblast de Poltava et des médias font état de 20 morts et 56 blessés. Selon les forces armées ukrainiennes, l'attaque a été menée par des missiles antinavires Kh-22 lancés à partir de bombardiers stratégiques russes Tu-22M3 qui ont décollé de l'aérodrome de Chaïkovka (dans la région de Kalouga). Les missiles ont été tirés depuis le territoire de l'oblast de Koursk. Selon les médias ukrainiens, ils appartiennent au 52e régiment d'aviation de bombardement lourd de la 22e division, commandée par le colonel Oleg Timochine. Le ministre de l'Intérieur Denys Monastyrsky déclare que le missile avait touché le fond du centre commercial. Le ministère russe de la Défense a par la suite officiellement reconnu la responsabilité de l'attaque, bien qu'ayant affirmé que le centre commercial n'était pas la cible visée, mais un dépôt d'armes d'une usine à proximité, la détonation de la munition provoquant l'incendie du bâtiment voisin.
Le 14 janvier 2023, un avion du 52e régiment tire un missile Kh-22 qui atterrit sur un immeuble d'habitation de la ville de Dnipro, tuant et blessant de nombreux civils. Cette attaque est considérée par l'Ukraine comme un crime de guerre. Le même jour, une liste des militaires directement impliqués dans le crime est publiée sur le site Web de Molfar Global (communauté OSINT). Les noms de 44 des 52 personnes du 52e régiment sont partagés.
Le 20 octobre 2024, Dmitri Golenkov, pilote du 52e régiment de bombardiers lourds de l’armée de l’air russe et chef d'état-major de la base aérienne de Chaïkovka, accusé d'avoir mené des attaques contre des infrastructures civiles en Ukraine, comme le bombardement du centre commercial de Krementchouk le 27 juin 2022 et la frappe aérienne d'un immeuble résidentiel à Dnipro le 14 janvier 2023, a été tué à coups de marteau dans un verger dans l'oblast de Briansk, victime apparemment d'un assassinat,,,.

## Distinctions
En 2021, plus de 850 soldats du régiment ont reçu des ordres honorifiques et des médailles pour leurs services dans l'unité.